# 14. armádní sbor (rakousko-uherská armáda)
14. armádní sbor byl na přelomu 19. a 20. století vyšší vojenskou jednotkou rakousko-uherské armády s působností pro Tyrolsko a Salcbursko se sídlem v Innsbrucku. Za první světové války byl sbor nasazen na východní frontu, v roce 1915 byl převelen na italskou frontu. 

## Historie

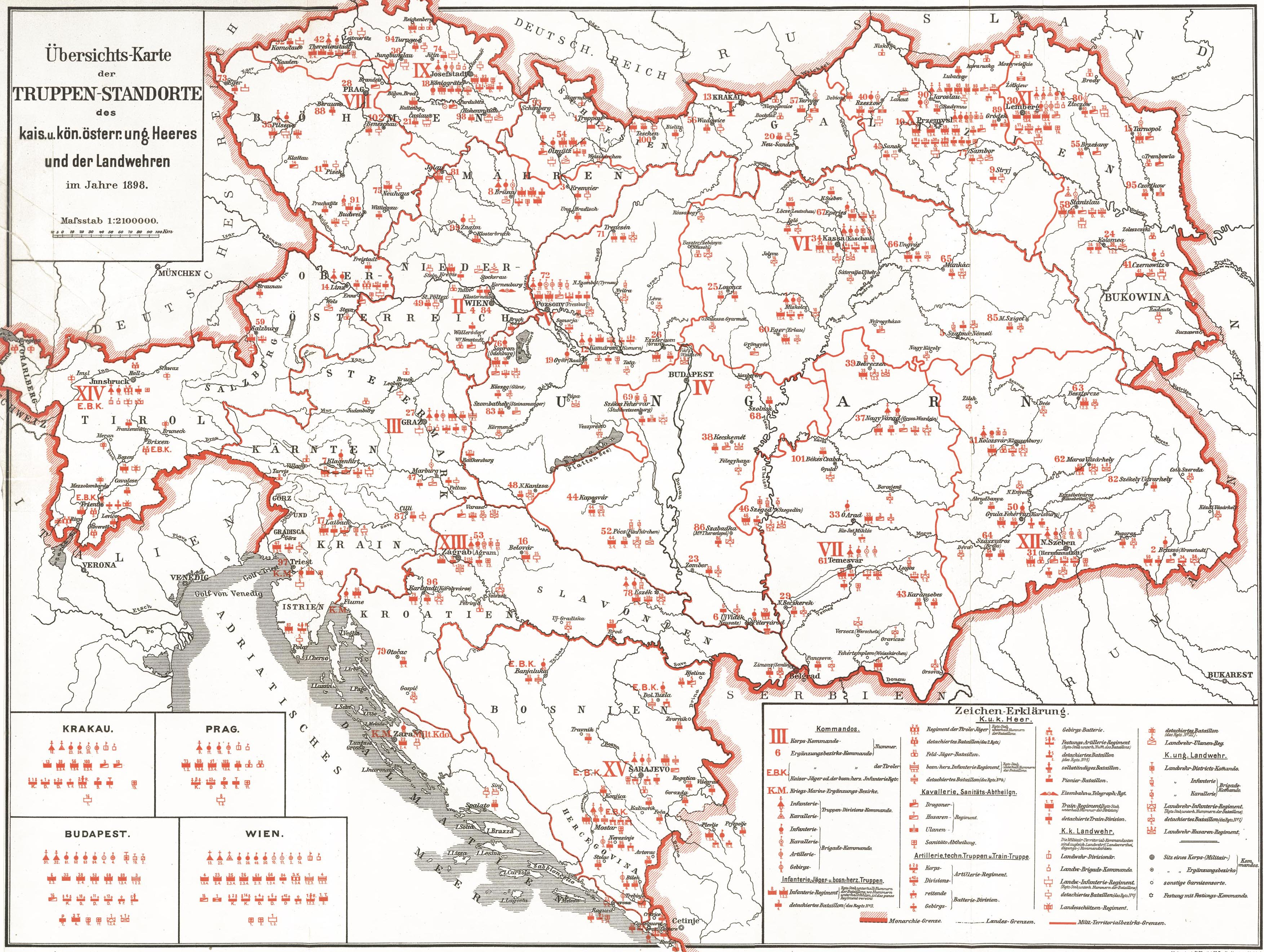
Územní rozdělení působnosti armádních sborů rakousko-uherské armády 1898

14. armádní sbor (14. Korpskommando) vznikl k datu 1. ledna 1883 reorganizací rakousko-uherské armády rozdělením dosavadních zemských velitelství pro jednotlivé korunní země. Pod 14. armádní sbor spadalo Tyrolsko, Vorarlbersko, Horní Rakousko a Salcbursko. Sborové velitelství sídlilo v areálu kasáren v Innsbrucku postavených již v 18. století. Doplňovacími okresy byly Linz, Innsbruck, Salzburg a Trento. 
Ke 14. armádnímu sboru patřila 3. pěší divize v Linzi rozdělená do 5. jezdecké brigády v Innsbrucku a 6. jezdecké brigády v Salzburgu, dále pak 8. pěší divize v Bolzanu rozdělená do pěti brigád v Bolzanu, Trentu, Roveretu a Brunecku. Součástí sboru byly dále 14. brigáda polního dělostřelectva v Linzi, 3. brigáda pevnostního dělostřelectva v Trentu a 1. horská brigáda v Brixenu. K jednotkám sboru patřila také 1. jezdecká brigáda c. k. zeměbrany. Sbor disponoval dvěma posádkovými nemocnicemi (Innsbruck, Linz) a čtyřmi útvarovými nemocnicemi (Trento, Salzburg, Riva, Brixen). Sborovému velitelství byly podřízeny dále čtyři posádkové věznice (Innsbruck, Linz, Salzburg, Trento).
Na začátku první světové války byl 14. armádní sbor přeložen na východní frontu, kde byl začleněn do 3. armády generála Brudermanna. V říjnu 1914 byly ke sboru přičleněny další divize a pod názvem armádní skupina Roth se jeho jednotky vyznamenaly v bojích v Haliči. Po vstupu Itálie do války na straně Trojdohody se 14. sbor vrátil do Tyrolska a do roku 1918 bojoval na italské frontě. Po odchodu většiny sborových jednotek na východní frontu v roce 1914 zůstala v Innsbrucku menší posádka, v jejímž velení se během první světové války vystřídali Ludwig Koennen-Horák (1914–1915), Franz Daniel von Drinamünde (1915, 1916–1917), Heinrich Tschurtschenthaler von Helmheim (1915–1916), Franz Scholz von Benneburg (1917–1918) a Theodor von Gabriel (1918).

## Velitelé 14. armádního sboru
- 1883 polní zbrojmistr František hrabě Thun-Hohenstein
- 1883–1884 polní podmaršál Johann baron von Dumoulin
- 1884–1891 polní zbrojmistr Friedrich baron von Teuchert-Kauffmann
- 1891–1895 polní zbrojmistr Josef von Reicher
- 1895–1900 polní zbrojmistr Alexander Hold von Ferneck
- 1900–1908 generál jezdectva arcivévoda Evžen
- 1908–1912 generál pěchoty Johann von Schemua
- 1912–1914 generál jezdectva Viktor Dankl
- 1914 generál pěchoty arcivévoda Josef Ferdinand
- 1914–1916 generál pěchoty Josef Roth
- 1917 generál jezdectva Alois kníže von Schönburg-Hartenstein
- 1917–1918  generál pěchoty Hugo Martiny von Malastów
- 1918 generál pěchoty Ignaz Verdross von Drossberg